# Super p53

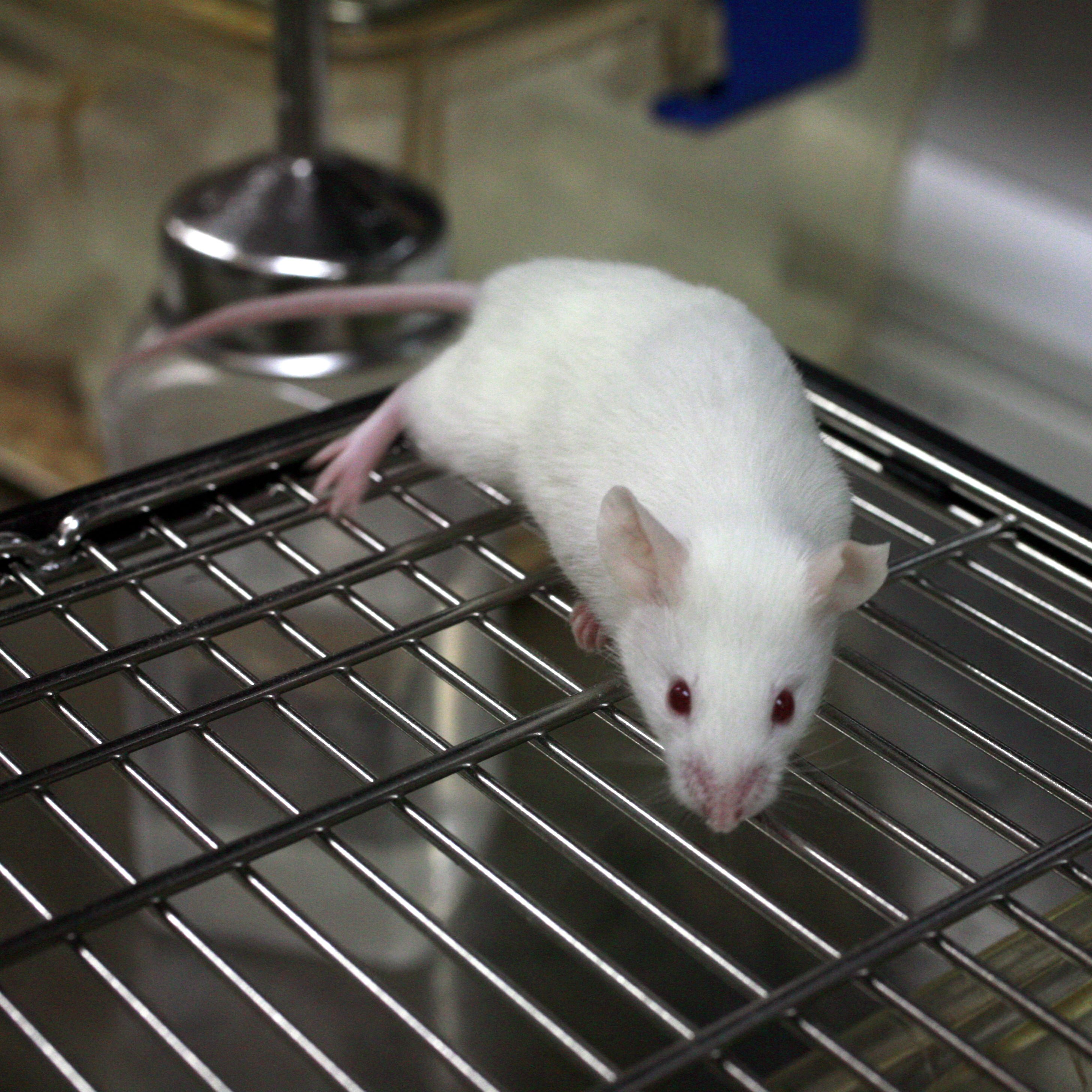
Fotografía que muestra la especie a la que pertenecía el ratón Super p53.

El ratón p53 (también llamado ratón TSG-p53) es un ratón transgénico con mutaciones en los genes que codifican la proteína p53. Estos genes son similares a los que se manifiestan en un gran número de cánceres humanos
La proteína p53 o proteína supresora de tumores es crítica para el mantenimiento de la función celular y de la integridad del genoma. Los ratones homozigóticos p53 tienen un déficit total de la proteína p53 y son muy propensos al desarrollo espontáneo de tumores, en particular linfomas y sarcomas. El ratón heterozigótico p53 (+/-) es portador de un alelo normal p53 y es bastante resistente a los tumores espontáneos, siendo particularmente útil para el estudio del potencial carcinogénico de todo tipo de agentes y medicamentos y para estudiar la eficacia de tratamientos antitumorales.
La principal ventaja del empleo de esta cepa transgénica de ratón es que permite reducir sustancialmente el tiempo necesario para llevar a cabo una prueba de carcinogénesis. Así, mientras que con el ratón Swiss o Charles River se necesitan 84 semanas de tratamiento, en el ratón p53 (+/-) son necesarias sólo 26 semanas. Además, al realizar el estudio durante la primera fase de la vida del roedor se eliminan factores como degeneraciones o enfermedades asociadas al envejecimiento que experimentan los animales en los ensayos tradicionales
El experimento fue toda una sorpresa puesto que los científicos pensaban que al añadir un gen más de p53 no sólo aumentaría la probabilidad de que el animal tuviera cáncer sino que podía incrementar la tasa de suicidio celular, lo que conduciría a un envejecimiento acelerado.